# Anathallis guimaraensii
Anathallis guimaraensii là một loài thực vật có hoa trong họ Lan. Loài này được (Brade) Luer & Toscano mô tả khoa học đầu tiên năm 2009.